# 海里
海里（かいり、浬、英: nautical mile）は、長さの計量単位であり、国際海里の場合、正確に 1852 m である。元々は、地球上の緯度1分（1度の60分の1）に相当する長さなので、海面上の長さや航海・航空距離などを表すのに便利であるために使われている。

## 概要
日本の計量法は、その第5条第2項において、用途を限定する計量単位を「特殊の計量単位」として認めている。
海里はこの「特殊の計量単位」の1つであり、「海面又は空中における長さの計量」に限定して使用が認められている法定計量単位である。
海里は、国際単位系 (SI) に属さない。国際単位系の公式の国際文書において、1970年から1991年までは暫定的に使用できる単位、1998年には現今は使用できる単位、2006年にはその他の非SI単位として「航海及び航空における距離（distance）を表すのに使用される特別な単位」として掲げられていた。
しかし2019年の国際文書（第9版）では、海里は国際単位系 (SI) において全く認められなくなった。

## 国際海里
現在は、正確に1852メートルである国際海里（international nautical mile）が世界中で使われている。この定義は、1929年にモナコで開かれた臨時国際水路会議（Extraordinary International Hydrographic Conference、国際水路機関の会議）で採用された。アメリカは1954年に、イギリスは1970年に国際海里を採用した。
1海里の10分の1を1ケーブル（鏈）といい、海事では一般的に使われている。
毎時1海里の速度を1ノットという。すなわち、1ノットは、正確に 1852 m/h = 約 0.514 444 m/s である。
航空会社が実施するマイレージサービスでの「マイル」は、国際マイル（= 1609.344 m）を基にしており、海里のことではない（マイレージサービス#距離と実際のマイレージの例）。

### イギリスの海里 nautical mile (UK)
上記のとおり、イギリスも1970年に国際海里を採用したが、今もなお、単位名「nautical mile (UK)」として、1853 m(国際海里よりちょうど 1 m だけ長い) が法的には有効である。
なお、イギリスのノットについては国際海里にもnautical mile (UK)にも基づかない、6080 feet = 1853.184 m を3600秒で除して小数5桁にした、0.51477 m/s とし、これを「knot (UK)」と名付けている。

## 海里の記号
海里の単位記号には、いまだに国際的に承認された記号はなく，M, NM,Nm,nmi などが使用されている。これらの記号は、いずれも Nautical Mile の頭文字などを取ったものである。
日本の計量法は、単位記号は「M 又は nm」と定めている（計量単位規則　別表第4（第2条関係）海面又は空中における長さの計量）。JIS規格 (JIS Z 8000-3: 2014 = ISO 80000-3: 2006) は、海里の記号を定めていない。
航空関連では nm が慣習的に用いられる。nm は国際単位系 (SI) と日本の計量法では「ナノメートル」の単位記号であるが、両者のスケール差は1兆倍以上であり、また使用される状況が全く異なるので、実用上で混同されることはまずない。
アメリカ合衆国においては、United States Government Printing Office Style Manual (GPO Style Manual) が「nmi」と定めている。
日本では、「海上で使われる里」という意味で「カイリ」という言葉が作られ、「浬」という文字が作られた。当用漢字に「浬」が含まれなかったために、一時はカタカナで「カイリ」と書くことも行われたが、今日では由来に基づいて「海里」と書く。計量法では、「浬」の文字は認めていない。

## 歴史的な定義
海里の元々の定義は、「地球上における緯度の1分角の弧長」だった。しかし、基準とする準拠楕円体が異なること、1分角の子午線弧長が緯度によって異なること、測量誤差などにより、さまざまな定義が生まれた。
- （旧）英海里 ((old) admiralty mile) = 6082 フィート = 1853.793 メートル。緯度1分の平均。
- （新）英海里 ((new) admirality mile) = 6080 国際フィート = 正確に 1853.184 メートル。緯度48度での緯度1分に基づく。この単位は、1970年に廃止され、#イギリスの海里 nautical mile (UK), 1853 m に置き換えられた。
- 国際海里 (international nautical mile) = 正確に 1852 メートル。ベッセル楕円体の極と赤道の距離の 1/(90 × 60) に由来する。
- 米海里 (US nautical mile) = 6080.20 測量フィート = 約 1853.248 666 メートル
- 大陸式海里 = 6974.5 国際フィート = 正確に 2125.8276 メートル
- 電信海里 = 6087 国際フィート = 正確に 1855.3176 メートル
- データマイル (data mile) = 6000 フィート = 正確に 1828.8 メートル

|      | メートル （SI単位） | 海里         | ヤード    | チェーン   | マイル       | 尺          | 間         | 町          | 里            |
| ---- | ------------------- | ------------ | --------- | ---------- | ------------ | ----------- | ---------- | ----------- | ------------- |
| 1 m  | = 1                 | ≈ 0.00053996 | ≈ 1.0936  | ≈ 0.049710 | ≈ 0.00062137 | = 3.3       | = 0.55     | ≈ 0.0091667 | ≈ 0.00025463  |
| 1 M  | = 1852              | = 1          | ≈ 2025.4  | ≈ 92.062   | ≈ 1.1508     | = 6111.6    | = 1018.6   | ≈ 16.9767   | ≈ 0.47157     |
| 1 yd | = 0.9144            | ≈ 0.00049374 | = 1       | ≈ 0.045455 | ≈ 0.00056818 | = 3.01752   | = 0.50292  | ≈ 0.0083820 | ≈ 0.00023283  |
| 1 ch | = 20.1168           | ≈ 0.010862   | = 22      | = 1        | = 0.0125     | = 66.38544  | = 11.06424 | ≈ 0.18440   | ≈ 0.0051223   |
| 1 mi | = 1609.344          | ≈ 0.86898    | = 1760    | = 80       | = 1          | = 5310.8352 | = 885.1392 | ≈ 14.752    | ≈ 0.40979     |
| 1 尺 | ≈ 0.30303           | ≈ 0.00016362 | ≈ 0.33140 | ≈ 0.015064 | ≈ 0.00018829 | = 1         | = 0.16667  | ≈ 0.0027778 | ≈ 0.000077160 |
| 1 間 | ≈ 1.8182            | ≈ 0.00098174 | ≈ 1.9884  | ≈ 0.090381 | ≈ 0.0011298  | = 6         | = 1        | ≈ 0.016667  | ≈ 0.00046296  |
| 1 町 | ≈ 109.09            | ≈ 0.058904   | ≈ 119.30  | ≈ 5.4229   | ≈ 0.067786   | = 360       | = 60       | = 1         | ≈ 0.027778    |
| 1 里 | ≈ 3927.3            | ≈ 2.1206     | ≈ 4294.9  | ≈ 195.22   | ≈ 2.4403     | = 12960     | = 2160     | = 36        | = 1           |